# 上艾弗訥峰

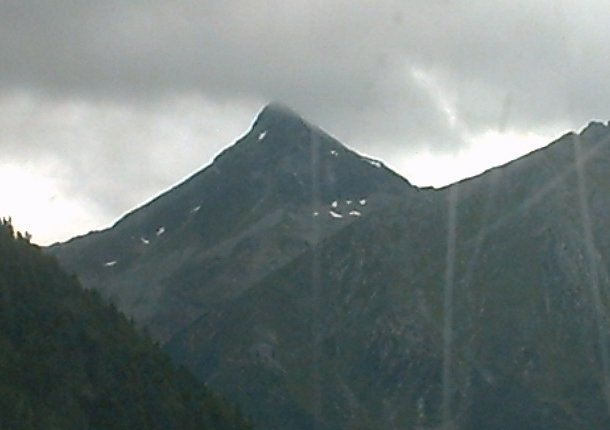

47°6′18″N 10°43′53″E / 47.10500°N 10.73139°E
上艾弗訥峰（德語：Hohe Aifner Spitze），是奧地利的山峰，位於該國西部，由蒂羅爾州負責管轄，屬於奧茨塔爾阿爾卑斯山脈的一部分，海拔高度2,779米，每年平均降雨量1,698毫米。